# 天主教北帕默斯顿教区
天主教北帕默斯頓教區（拉丁語：Diocesis Palmerstonaquiloniana）是新西蘭一個羅馬天主教教區，屬惠靈頓總教區。成立於1980年3月6日。
教區位於北島中南部，教座位於北帕默斯頓。2004年有教友62,844人（佔轄區人口14.0%）、卅三個堂區、五十六名司鐸。
教區主教現時出缺，榮休主教為伯多祿·雅各伯·庫利內恩和嘉祿·愛德華·德倫南，榮休助理主教為奧文·若望·多蘭。